# Eucalyptus malacoxylon
Eucalyptus malacoxylon är en myrtenväxtart som beskrevs av William Faris Blakely. Eucalyptus malacoxylon ingår i släktet Eucalyptus och familjen myrtenväxter. Inga underarter finns listade i Catalogue of Life.